# SummerSlam (1999)
SummerSlam (1999) foi o décimo-segundo evento anual do SummerSlam, promovido pela World Wrestling Federation (WWF) e transmitido por pay-per-view. Aconteceu dia 22 de agosto de 1999 no Target Center em Minneapolis, Minnesota.

## Resultados
| Nº                                          | Resultados | Estipulações                                                                       | Tempo |
| ------------------------------------------- | --- | ---------------------------------------------------------------------------------- | ----- |
| 1                                           | Jeff Jarrett (com Debra) derrotou D'Lo Brown (c) | Luta individual pelo WWF Intercontinental Championship e WWF European Championship | 7:27  |
| 2                                           | The Acolytes (Faarooq e Bradshaw) derrotaram Edge e Christian, The New Brood (Matt e Jeff) (com Gangrel), Hardcore Holly e Crash Holly, Droz e Prince Albert e Mideon e Viscera | Luta Tag Team Turmoil para determinar os desafiantes ao WWF Tag Team Championship  | 16:13 |
| 3                                           | Al Snow derrotou The Big Boss Man (c) | Luta individual pelo WWF Hardcore Championship                                     | 7:27  |
| 4                                           | Ivory (c) derrotou Tori | Luta individual pelo WWF Women's Championship                                      | 4:08  |
| 5                                           | Ken Shamrock derrotou Steve Blackman por nocaute | Luta Lion's Den weapons                                                            | 9:06  |
| 6                                           | Test derrotou Shane McMahon | Luta "Love Her or Leave Her" Greenwich Street Fight                                | 12:04 |
| 7                                           | The Undertaker e The Big Show derrotaram X-Pac e Kane (c) | Luta de duplas pelo WWF Tag Team Championship                                      | 12:01 |
| 8                                           | The Rock derrotou Mr. Ass | Luta "Kiss My Ass"                                                                 | 10:12 |
| 9                                           | Mankind derrotou Steve Austin (c) e Triple H (com Chyna) | Luta Triple Threat pelo WWF Championship com Jesse Ventura como árbitro especial   | 16:23 |
| (c) – Refere-se aos campeões antes da luta. | |                                                                                    |       |